# Lilium lophophorum
Lilium lophophorum là một loài thực vật có hoa trong họ Liliaceae. Loài này được (Bureau & Franch.) Franch. miêu tả khoa học đầu tiên năm 1898.